# حسين (معسكر)
حسين بلدية تابعة لدائرة بوحنيفية ولاية معسكر تقع بين المحمدية وعين فارس يقطنها حوالي 9000 نسمة. تبعد عن ولاية معسكر ب 20 كلم و دائرة بوحنيفية ب20 كلم و دائرة سيق ب20 كلم و بوحنيفية ب 20 كلم
كانت تسمى قديما بواد الحمام ثم سميت على حاكمها الفرنسي اثناء الحقبة الإستعمارية بديبلينو وحسين حاليا.